# 高唐县 (刘宋)
高唐县，中国南北朝时设置的县。
刘宋置，治所在今山东省章丘市西北。属齐州。隋朝开皇十六年（596年）改章丘县。